# اسکشوند
اسکشوند (به سوئدی: Askersund) یک منطقهٔ مسکونی در سوئد است که در Askersund Municipality واقع شده‌است. اسکشوند ۲٫۷۸۰۲ کیلومتر مربع مساحت و ۳٬۸۸۷ نفر جمعیت دارد و ۱۰۱ متر بالاتر از سطح دریا واقع شده‌است.